# Đak Krong
Đak Krong hay Đăk Krong là một xã thuộc huyện Đak Đoa, tỉnh Gia Lai, Việt Nam.
Xã Đak Krong có diện tích 33 km², dân số năm 2005 là 3.782 người, mật độ dân số đạt 115 người/km².